# Nadja Weippert

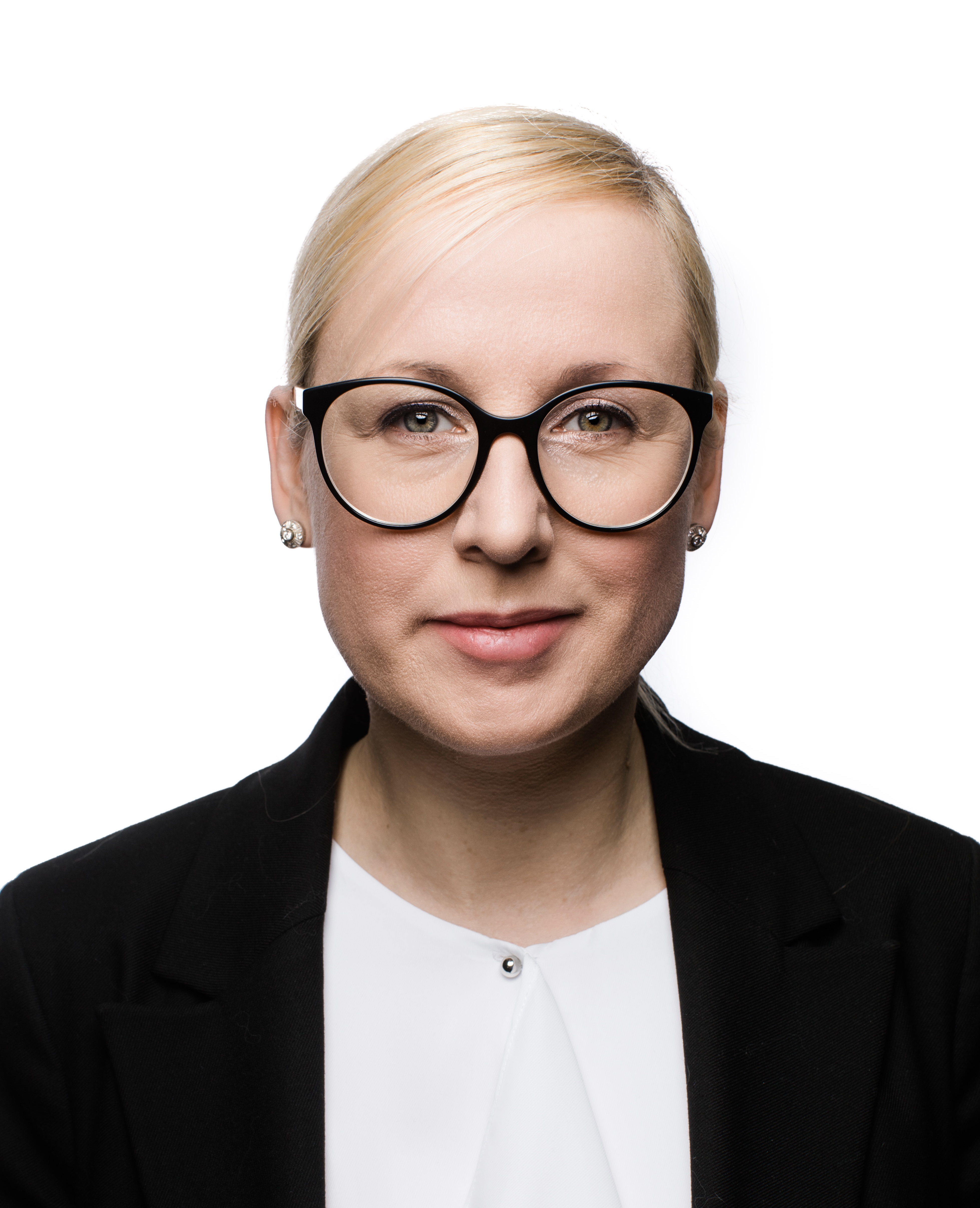
Nadja Weippert (2020)

Nadja Weippert (* 29. Dezember 1982 in Buchholz in der Nordheide) ist eine deutsche Politikerin (Bündnis 90/Die Grünen) sowie seit 2022 Abgeordnete im Niedersächsischen Landtag.

## Leben
2002 erlangte Weippert das Abitur am Gymnasium Tostedt. Danach begann sie ein Teilzeitstudium der Politikwissenschaften an der Uni Hamburg. Außerdem machte sie eine Ausbildung zur Versicherungskauffrau und wurde Mitarbeiterin in einem Buchhandel.
Sie ist Mutter eines Sohnes.

## Politik
Weippert wurde im Jahre 2015 Mitglied von Bündnis 90/Die Grünen. Seit den Kommunalwahlen 2016 ist sie Mitglied im Gemeinderat und im Samtgemeinderat Tostedt. Bei den Bundestagswahlen 2017 und 2021 kandidierte sie für die Grünen im Wahlkreis Harburg, konnte jedoch kein Mandat erringen. Im Oktober 2018 wurde sie als Beisitzerin in den Landesvorstand von Bündnis 90/Die Grünen Niedersachsen gewählt, dort war sie frauen- und genderpolitische Sprecherin. Seit den Kommunalwahlen 2021 ist sie außerdem Mitglied des Kreistages des Landkreises Harburg, stellvertretende Landrätin und Bürgermeisterin der Gemeinde Tostedt.
Bei der Landtagswahl in Niedersachsen 2022 kandidierte Nadja Weippert für die Grünen im Wahlkreis Buchholz und auf der Landesliste. Sie erreichte 21,0 % der Erststimmen und unterlag damit im Wahlkreis Jan Bauer (CDU), zog aber über Listenplatz 19 in den Landtag ein. Dort wurde sie u. a. Sprecherin für Datenschutz. Ende Dezember 2024 machte sie im Rahmen einer Recherche darauf aufmerksam, dass Daten von Bewegungsdaten von Volkswagen nicht ausreichend gesichert wurden und im Internet abrufbar waren.